# 케어프리 상수
케어프리 상수(Carefree constant) 또는 케어프리 커플(carefree couple) 수학 상수는 각각 다음과 같다.
케어프리 상수(Carefree constant)
{\displaystyle K_{1}=\prod _{p}\left(1-{{2p-1} \over {p^{3}}}\right)=0.428249...\;\;}(OEIS의 수열 A065464)
강한 케어프리 상수(strongly carefree constant)
{\displaystyle K_{2}=\prod _{p}\left(1-{{3p-2} \over {p^{3}}}\right)=0.2867474284...\;\;} (OEIS의 수열  A065473)
약한 케어프리 상수(weakly carefree couples)
{\displaystyle K_{3}=2K_{1}\;-\;K_{2}=0.5697515....} (OEIS의 수열  A118261)

## 강한 케어프리 상수와 리만 제타 함수
{\displaystyle K_{2}\cdot \zeta (2)^{2}=\prod _{p}\left(1-{{3p-2} \over {p^{3}}}\right)\cdot \zeta (2)^{2}\;\;}
{\displaystyle \;\;\;=\prod _{p}\left(1-{{1} \over {(p+1)^{2}}}\right)=0.775883...\;\;} (OEIS의 수열  A065472)

## 같이 보기
- 쌍둥이 소수 상수
- 리만 제타 함수
- 무라타 상수